# Polygala aschersoniana
Polygala aschersoniana är en jungfrulinsväxtart som beskrevs av Chod.. Polygala aschersoniana ingår i släktet jungfrulinssläktet, och familjen jungfrulinsväxter. Inga underarter finns listade i Catalogue of Life.